# Galaxywars
Galaxywars (kurz GW) war das erste große deutschsprachige Browserspiel, betrieben wurde es von der Gameforge AG mit Sitz in Karlsruhe. Entwickelt wurde es jedoch von Magnus Bübl und Markus Tervooren.
Zuletzt war ein Galaxywars-Server am Netz. Die Zahl der Server variierte, da pro Server immer nur ein Galaxywars-Universum gestartet wird. Die Spielerzahl war auf (Stand Juli 2011) 14.999 Spieler pro Universum begrenzt.
Ende 2009 gab es in allen neun Universen insgesamt knapp 200.000 Benutzerkonten, wovon im Dezember 2009 jedoch nur noch ca. 5.000 aktiv waren. Am 9. Februar 2012 wurde bekannt gegeben, dass das Spiel nun endgültig am 5. März 2012 geschlossen werden soll und alle Server (inkl. dem Forum) abgeschaltet werden.

## Geschichte / Versionen
Galaxywars sollte bei der Entstehung ursprünglich ein Browserspiel werden, das eine Mischung aus den Spielen Planetarion und StarCraft darstellt. Ende Februar/Anfang März 2001 wurde dann aber doch ein eigenes Projekt entwickelt.
Am 29. Juli 2001 startete die Spielrunde GW01. Auch das Community-Forum, damals noch ein YaBB-Forum, wurde zu dieser Zeit ins Leben gerufen. Da Galaxywars schon etwas bekannter geworden war, befanden sich innerhalb der ersten vier Tage bereits über 500 neue Beiträge im Forum, und es war ein sicheres Zeichen dafür, dass die Spielerzahl von Galaxywars rasch steigen würde. Noch vor Ende der Runde wurde das Traffic-Limit des Servers überschritten, und es stand ein Umzug an.

### GW02
Ende 2001 startete dann eine "Testrunde" (GW02), die bis Ende Januar 2002 gehen sollte, sie endete aber tatsächlich erst mit dem Start der 3. Runde (GW03) Ende Februar 2002. Neu in der "Testrunde" waren Kolonisationsschiffe und ein funktionierendes Allianz-System. Auch die Anzahl der Planeten pro System wurde reduziert, und es wurden einige Gebäude, die bisher ohne Funktion waren, entfernt.

### GW03
Am 23. Februar 2002 startete die dritte Runde von Galaxywars (GW03). Auch in dieser Runde gab es nur ein einziges Universum, das mit über 100.000 Spielern bevölkert wurde. GW03 war die zweitlängste Runde von Galaxywars, sie endete nach über einem Jahr am 21. Juni 2003 in einem angekündigten Serverreset.

### GW04
Diese Spielrunde hat das Alpha-Stadium nie überschritten und wurde nie gestartet.

### GW05
GW05 war die gänzlich neu programmierte Nachfolgeversion von GW03. Sie besaß kein Kampfsystem und beschränkte sich auf den Ausbau von Minen, Forschung und Raumschiffflotten, die man aufgrund des fehlenden Kampfsystems aber nicht zum Einsatz bringen konnte.
Eine Neuerung in GW05 war unter anderem, dass neben verschiedenen Forschungszweigen diese neu entwickelten Forschungszweige von den Spielern mit eigenen Namen versehen werden konnten, wodurch die Spieler erstmals selbst bestimmten, wie diese Entwicklungen benannt wurden.
Zur selben Zeit wanderte der größte Teil der Entwicklungs- und Grafikgemeinde endgültig zu Galaxywars the second Chance (gw-2nd), X-Wars und anderen Ablegern und Neuentwicklungen ab. Das zwischenzeitlich offizielle Forum von Galaxywars, Ultimative OnlineGames Forum, hostete nun auch andere Neuentwicklungen anderer Entwickler.

### GW-Classic
Diese neue Spielrunde verfügte wieder über ein Kampf-System, und man konnte die Flotten wieder einsetzen. Performance-Probleme auf dem Server sorgten dafür, dass die Universen kleiner wurden. Da die Spielerzahl erhalten bleiben sollte, startete man ein zweites Universum auf einem zweiten Server. Später kamen noch ein drittes und viertes Universum hinzu. Anfang Februar 2005 wurde ein Bug bekannt, der es ermöglichte Schiffe zu verdoppeln und somit riesige Flotten entstehen ließ. Nachdem der Bug von dem dafür zuständigen Programmierer "Andi" am 17. Februar 2005 behoben wurde, bis dahin aber schon sehr lange genutzt wurde, wurden alle vier Universen mit über 100.000 Spielern zurückgesetzt.

### GW-Classic 2
GW-Classic 2 ist eher ein inoffizieller Titel. Die 2 symbolisiert den Relaunch der GW-Classic Runde am 7. April 2005. Seitdem läuft die aktuelle Runde und ist bisher die am längste laufende von Galaxywars. Sie startete im Universum 1 und 2 zuerst. Später kam noch ein drittes Universum hinzu, da die ersten beiden auf Grund von zu hoher Serverlast zu langsam wurden. Seit dem 1. Dezember 2005 existiert auch ein viertes Universum, welches sich am ersten Tag schon über 7000 Anmeldungen freuen konnte. Zuletzt bestanden insgesamt 111.771 Spielerkonten bei GalaxyWars. Wichtigste sichtbare Neuerungen für die Spieler dieser neuen Runde: Die Beseitigung des Flottenbugs, durch den aber neue Fehler erzeugt wurden. Wieder nutzten etliche Spieler diese Programmierfehler aus.
Die Invasionsschiffe wurden aus dem TechTree genommen, was aber keinen Unterschied im Gameplay mit sich führte, da die Invasionsschiffe nie funktioniert haben. Der Forschung wurde ein Raumfaltungsantrieb hinzugefügt, der für 2 neue Schiffstypen, den Noah (Handelsschiff) und den Longeagle X (Schlachtschiff) benötigt wird. Zudem wurden einige Kleinigkeiten hinzugefügt, die das Spiel erleichtern sollen (z. B. Galaxywechsel mit "Enter-Bestätigung").
Im 2. und 3. Quartal 2006 wurden nach einigen Testphasen weitere Erneuerungen eingeführt. Ein Diplomatietool wurde aufgespielt sowie eine grafische Verbesserung der Galaxieübersicht eingeführt. Auch das Nachrichtensystem wurde verbessert sowie einige kleinere Programmfehler gefixt. Die Haupterrungenschaft war aber die Einführung eines Unterprogramms, welches Benutzerkonten entdeckt, welche nicht nur ausschließlich von Menschen, sondern unter anderen von intelligenten Computerprogrammen (Bots) gesteuert wurden. Diese Konten wurden vom Spiel ausgeschlossen, um ein faires Spielen zu sichern.

### VERSION v2.0.0 Alpha 18
Seit Mitte Dezember 2006 wurde ein neues Beta-Universum eröffnet, welches auf dem Code von GW0.54 und Space4k aufbaut und an das klassische Design von GW03 angepasst wird. Hier wird versucht, einen echten Eventhandler einzubauen, der nicht – wie der bisherige – nur Teile des Spieles übernimmt, sondern alle Events (Ereignisse). Der Vorteil ist, dass Fehler wie die "hängenden Flotten" nahezu nicht mehr auftreten können, jedoch wird es dafür, je nach Serverauslastung, eine kleine Wartezeit geben. Ebenso sollen andere Fehler wie der Flottenbug dadurch beseitigt werden.
Der Betaserver war zwischenzeitlich auf 3.000 Spieler begrenzt. Das Kampfscript wurde später freigeschaltet worden und Beta war ein Test-Universum, in dem es vom Gameplay gesehen keine Unterschiede zu den anderen Universen gab.

## Ablauf und Steuerung
Das Spiel lief mit jedem gängigen Browser, das Spiel war kostenlos. Man startete mit einem einzelnen Planeten, der zufällig im Universum, für das man sich angemeldet hatte, platziert wurde. Zunächst musste man die Minen für die Rohstoffe Eisen und Lutinum ausbauen, um später neue Gebäude wie einen Bohrturm bauen zu können, welcher wiederum als Wasserlieferant für die Chemiefabrik wichtig war, um den vierten Rohstoff – Wasserstoff – zu produzieren. Später baute man noch andere Gebäude wie die Kommandozentrale, eine Schiffsfabrik, und ein Forschungszentrum. Sobald man Kolonisationsschiffe hatte, konnte man sich auch auf anderen Planeten neue Kolonien errichten. Zuletzt lag das Limit bei 20 Planeten pro Spieler.

## Ziel des Spiels
Ziel war es, schnell auf möglichst hohe Forschungsstufen in der Antriebs- und Waffenforschung zu kommen, um schnelle und starke Schiffe bauen zu können. Mit diesen könnte man dann seine Nachbarn überfallen und deren Rohstoffe plündern (=raiden, farmen). Um in kurzer Zeit möglichst viele Rohstoffe für den Ausbau von Gebäuden bzw. den Bau weiterer Raumschiffe zusammenzutragen, legten sich professionelle Spieler Listen von Raidminen oder Farmen genannten Planeten schwächerer oder inaktiver Spieler an, die regelmäßig „abgearbeitet“ wurden.
Die Spieler schlossen sich zudem oft zu Allianzen zusammen, um sich besser gegen stärkere Spieler und andere Allianzen behaupten zu können. Innerhalb der Allianzen wurde rege mit Rohstoffen gehandelt und man unterstützte sich beim Ausbau gegenseitig. Auch bei kriegerischen Auseinandersetzungen hielten die Spieler einer Allianz normalerweise zusammen. Befreundete Allianzen schlossen sich einstweilen auch zu sogenannten Meta-Allianzen oder Koalitionen  zusammen. Auch wurden Nicht-Angriffs-Pakts (kurz NAP) als abgeschwächte und häufig weniger langlebige Vereinbarung geschlossen.
Kriege wurden zwischen einzelnen Spielern und zwischen Allianzen ausgetragen. Dabei erklärt zwischen Allianzen eine Partei der Anderen den Krieg. Ein Krieg wurde unter anderem über einen festgelegten Zeitraum geführt, es wurden die unterschiedlichsten Maßstäbe angewendet, um den Gewinner zu ermitteln. Meist ging es aber um die Anzahl der zerstörten gegnerischen Schiffe.
Zum erfolgreichen Spielen von Galaxywars benötigte man viel Zeit und Geduld. Mancher Spieler steckten Monate in den Aufbau eines Kontos, wobei die meisten Konten auch über Jahre gepflegt wurden. Diese Zeit war auch nötig, anders konnte man kein „großer Spieler“ werden. Hilfe dabei gaben aber häufig Mitglieder von Allianzen oder auch bspw. Freunde, welche den Anfänger dann pushten (von englisch to push für drücken, schieben).
Zwischen den Galaxywars-Spielern bestand eine Art Wettkampf darum, wer die größte Flotte besaß und die meisten Schiffe zerstört hatte bzw. die meisten Punkte im offiziellen Highscore erreicht hatte.

## Handel bei eBay
Obwohl es seitens des Anbieters Gameforge verboten war, fand u. a. im Onlineauktionshaus eBay Handel mit Rohstoffen, Konten und bisweilen auch Raidlisten aus Galaxywars statt, wofür bei eBay eine eigene Kategorie eingerichtet worden war. Wurde ein Spieler beim Handeln auf eBay erwischt, wurde sein Konto dauerhaft gesperrt.
Ebay wollte sich nicht mehr für diese, gegen die AGB von Galaxywars verstoßende Handlungen einsetzen.
Deshalb  wurde später der Handel über eBay mit Konten, Rohstoffen und ähnlichem durch die Rechtsabteilung von Gameforge verfolgt. Seitdem befanden sich keine Onlineangebote mehr auf der Auktionsplattform. Der Handel wurde allgemein seitens Gameforge für alle Auktionshäuser o. ä. mittels AGB verboten.

## Beanstandungen

Überlastung des GW-Servers infolge großen Andrangs

Wie viele andere Spiele war auch Galaxywars nicht ohne Fehler. Ein großes Manko war die interne Nummerierung der Planeten eines Spielers von A bis Z – überstieg die Planetenanzahl eines Spielers 26, fing die Zählung wieder bei A an, was die Steuerung erschwerte. Darin begründet lag auch die Limitierung auf 20 Planeten pro Spieler.
Ein weiterer Grund zur Beanstandung war der bei vielen Spielern verhasste Flottenbug: Immer wieder kam es vor, dass eine ausgesandte Flotte trotz positivem Bericht nicht wieder zum Planeten zurückkehrte und somit komplett verloren war.
In Zeiten großen Andranges (Abendstunden, Sommerferien) kam es immer wieder zur Überlastung des Servers, was ein Einloggen oder Weiterspielen zwischenzeitlich unmöglich machte. Das sorgte auch dafür, dass man z. B. gegnerische Angriffe nicht mehr rechtzeitig abwehren bzw. seine Flotten retten konnte.
In Allianzen war es außerdem nicht möglich, Raumschiffe zu einem gemeinsamen Angriff gegen eine verfeindete Allianz zusammenzulegen.
Da Galaxywars ein sehr "klick-intensives" Spiel war, setzten Cheater häufig Skripte oder Bots ein, um diese Arbeit zu erledigen und ihre Angriffe auszuwerten. In Galaxywars wurden daher regelmäßig Betrüger gelöscht, bei denen der Einsatz von Cheats nachgewiesen werden konnte. In der GW03 Runde (2002) ignorierte man dies hingegen völlig, was zu „irrwitzigen“ Flotten führte.
Hauptkritik dürfte allerdings sein, dass alle angesprochenen Programmfehler und Probleme bereits seit fast zehn Jahren bekannt waren, jedoch vom Betreiber nie oder nie vollständig behoben wurden.

## Abschaltung des Spiele-Servers
Am 20. November 2009 wurden alle neun Universen geschlossen und ein allgemeiner Reset durchgeführt, die Gesamtzahl der Universen wurde auf eines reduziert. Am 9. Februar 2012 wurde bekannt gegeben, dass das Spiel am 5. März 2012 um 16 Uhr endgültig geschlossen werden soll. Das zugehörige Forum wurde ebenfalls zwei Wochen später geschlossen. Am 5. März 2012 um 16:06 Uhr wurde Galaxywars endgültig vom Netz genommen.